# Charles E. Flower
Charles Edwin Flower (* 1871 in Merton, Surrey; † 1951 in Wallingford (Oxfordshire)) war ein englischer Maler, Grafiker und Illustrator.

## Leben

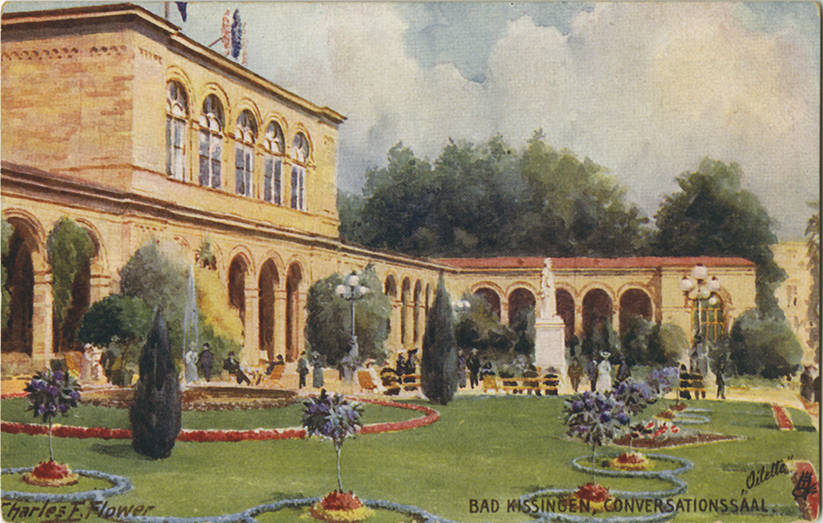
Der Arkadenbau in Bad Kissingen, etwa 1906 gemalt von Charles E. Flower

Flower studierte Malerei am Royal College of Art in London. Nach seiner Hochzeit in Croydon mit der zehn Jahre älteren Bildhauerin Alice Berta D. Perry (* 1. Juni 1860 in Croydon, Surrey; † unbekannt), Tochter des George Perry und der Amelia Norris, lebte das Paar zunächst in Balham (London), später in Anerley nahe London, wo Sohn Edwin geboren wurde.
Von 1890 bis 1894 arbeitete er in Rushmore (Wiltshire) für ein Jahresgehalt von 72 Pfund Sterling als Assistent beim Ethnologen und Archäologen Augustus Pitt Rivers (1827–1900) und illustrierte dessen erste Sammlungskataloge. Im September 1895 zeigte Flower sein Gemälde Gold Hill, Shaftesbury bei einer Ausstellung in Larmer Tree Gardens (Wiltshire).
1899 stellte Flower einige seiner Werke in einer Ausstellung in der Royal Academy of Arts aus. 1902 machte er eine mehrjährige Studienreise auf den amerikanischen Kontinent und besuchte New York City, Toronto, Ottawa, Montreal, Québec, Buenos Aires und Rio de Janeiro. Ab 1906 reiste er durch Europa und hielt sich hauptsächlich in Deutschland auf. Aus dieser Zeit stammen zahlreiche Postkarten-Motive.
Gemeinsam mit Henry B. Wimbush (1858–1943) arbeitete er fast vier Jahrzehnte für den Londoner Postkarten-Verlag Raphael Tuck & Sons. Flowers Motive von seinen Reisen wurden überwiegend in dessen seit 1903 herausgegebener Postkartenserie Oilette (kleine Versionen von Ölgemälden) in hoher Auflage verkauft.
1907 zog Flower mit seiner Familie nach Wallingford (Oxfordshire) um, wo er bis zu seinem Tod (1951) lebte und für den Londoner Postkarten-Verlag Raphael Tuck & Sons arbeitete.
Einige seiner Gemälde befinden sich heute im British Museum.

## Buchillustrationen
- Picturesque Thames from Richmond to Oxford. From Original Water Colours, Verlag Eyre & Spottiswoode, 1907
- George Frederick Edwards: Old Time Paris, Verlag A. Doubleday, London 1908
- Charles Eyre Pascoe: No 10, Downing Street, Verlag Duckworth & Company, London 1908
- Heinrich Heine: Gedenktage, Erinnerungen und Geburtstags-Buch, Verlag Raphael Tuck & Sons, London 1913